# Trevor McNevan
Trevor McNevan, noto anche con lo pseudonimo di Teerawk (Peterborough, 17 luglio 1978), è un cantautore canadese, membro dei Thousand Foot Krutch e degli FM Static.

## Biografia
La sua prima band, gli Oddball comprendeva gli ex-membri dei Thousand Foot Krutch Dave Smith (chitarrista) e Tim Baxter (bassista), nonché il batterista dei Three Days Grace Neil Sanderson.
Nel 1997 fonda i Thousand Foot Krutch e, da allora, rimane l'unico membro originario. I TFK hanno pubblicato, in tutto, nove album studio (di cui gli ultimi quattro con la Tooth & Nail Records): That's What People Do, Set It Off, Phenomenon, The Art of Breaking, The Flame in All of Us e Welcome to the Masquerade, The End Is Where We Begin , oxygen: inahle  e oxygen : exhale
Intanto, nascono gli FM Static, progetto pop punk parallelo ai TFK, fondato da Trevor ed il batterista Steve Augustine. Dal 2003 al 2009 incidono tre album, anch'essi con la Thoot and Nail: What Are You Waiting For?, Critically Ashamed e Dear Diary.